# ArtEZ Academie voor beeldende kunsten Arnhem

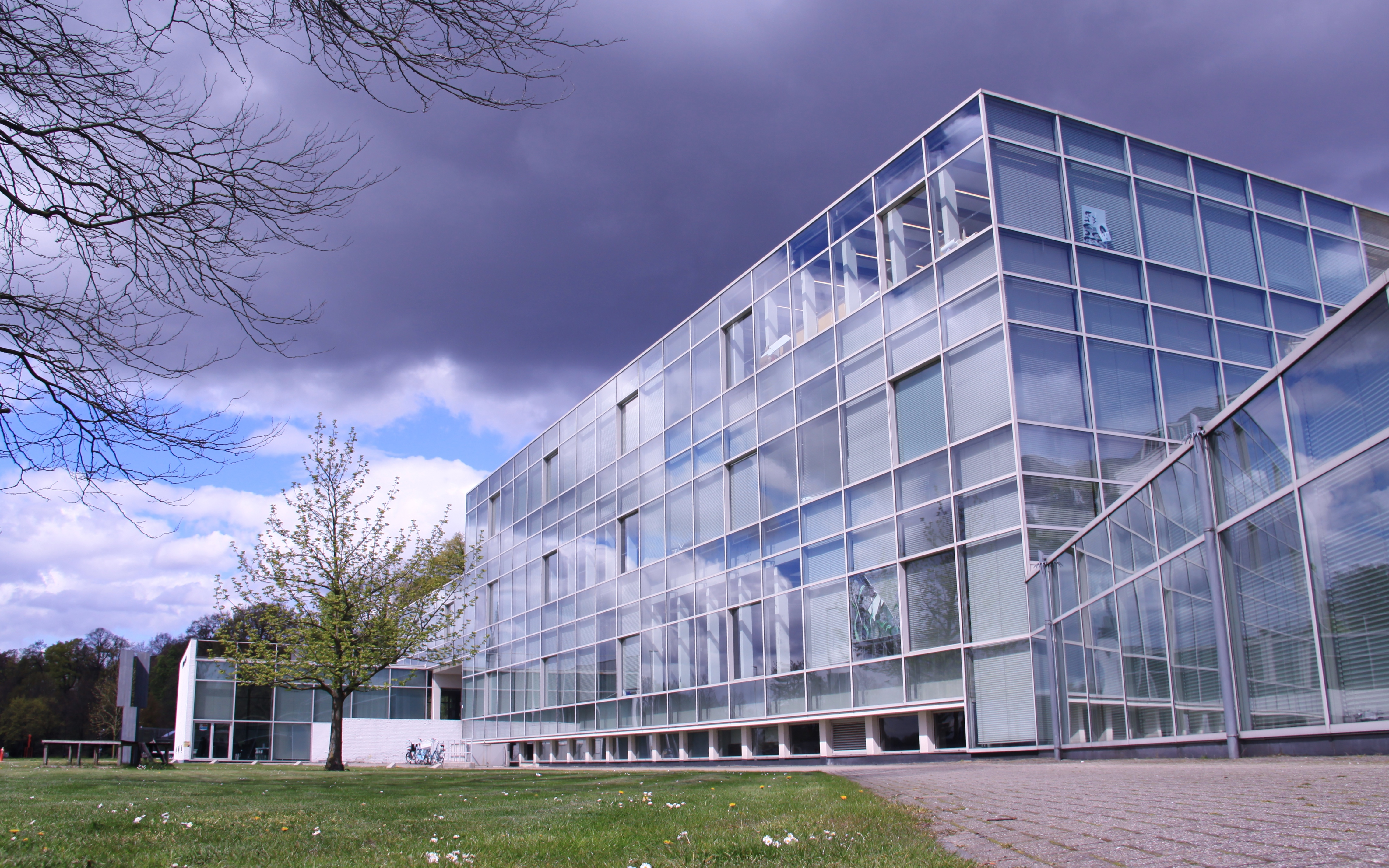
ArtEZ Rietveldgebouw

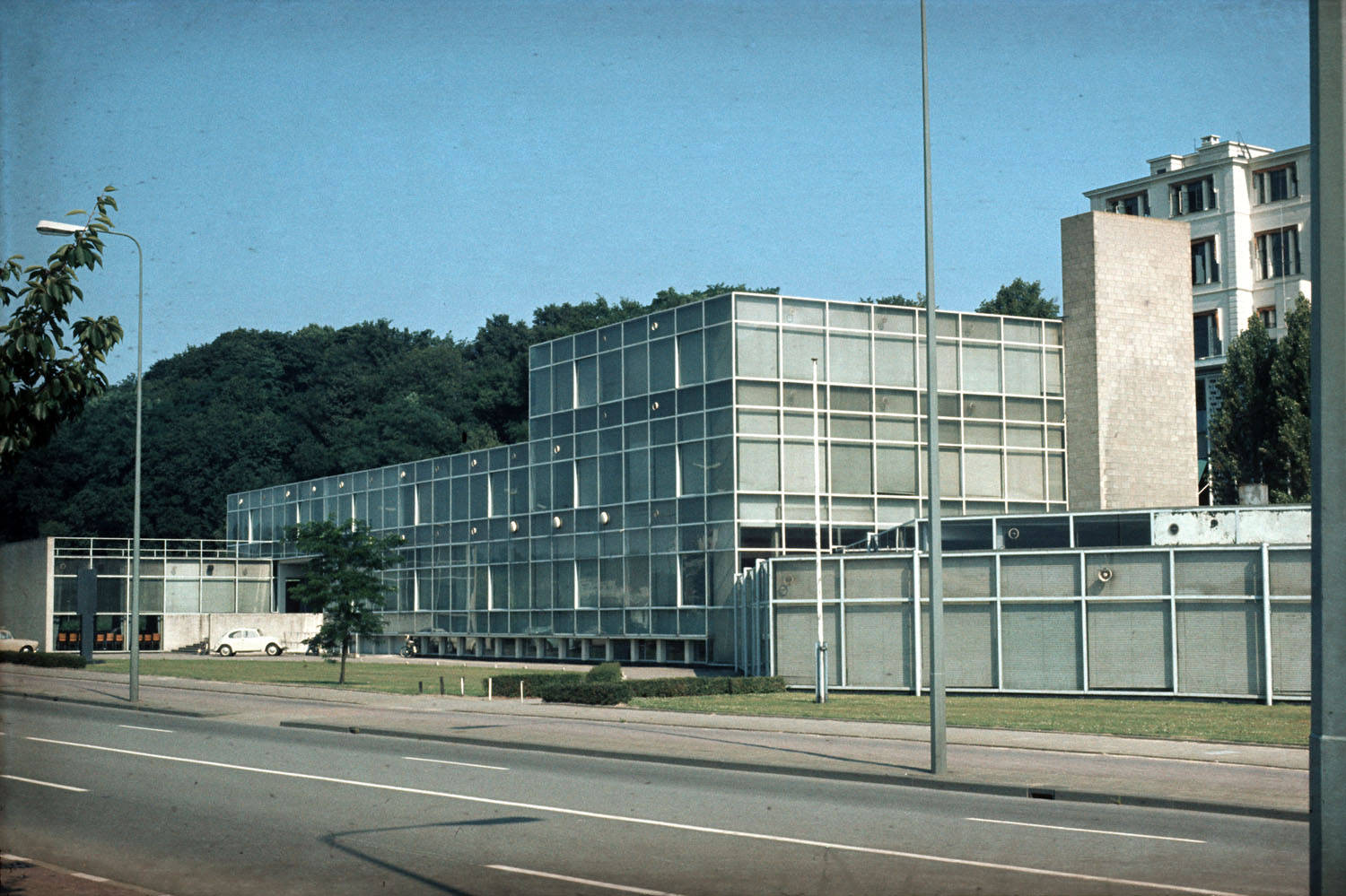
Het gebouw in de jaren 1960-1970

ArtEZ Academie voor beeldende kunsten Arnhem, ook wel aangeduid als ArtEZ Academie Arnhem (voorheen: ArtEZ Hogeschool voor de Kunsten, daarvoor: Hogeschool voor de kunsten Arnhem) is een hogeschool voor de kunsten in Arnhem waar men een opleiding kan volgen in de muziek, theater/dans, bouwkunst en beeldende kunst. De academie heeft een goede reputatie op het gebied van modevormgeving, interaction design en grafische vormgeving en biedt ook een postacademische vervolgopleiding.
Het overkoepelende instituut ArtEZ heeft vestigingen in Arnhem, Enschede en Zwolle.

## Gebouw
Het gebouw aan Onderlangs werd in 1957 door Gerrit Rietveld ontworpen en is daarna door zijn bureau Rietveld, Van Dillen en Van Tricht uitgewerkt. In 1962 en 1963 werd het gebouwd op het terrein aan Onderlangs. Op 7 juni 1963 werd het officieel geopend.
De eerste ontwerpschetsen van Rietveld laten al het uiteindelijk gebouwde zien. De horizontaliteit van het gebouw, de vliesgevels, witte bakstenen en het ruimtelijk ontwerp zijn kenmerken die zijn werk karakteriseren.
Om verschillende redenen werden al gauw allerlei gebreken geconstateerd. De vliesgevel die speciaal voor de academies van Amsterdam en Arnhem was ontworpen, bleek te veel warmte en licht toe te laten en men had last van lekkende daken. Tot zover is bekend dat deze gebreken altijd aan de aannemer toegeschreven zijn en niet aan het architectenbureau.
In 1997 werd begonnen met een grootscheepse renovatie. Hierbij werden ook enkele nieuwe onderdelen toegevoegd, zoals een luchtbrug.

## Bekende docenten en oud-studenten
- Elly Lamaker (1922-2010)
- Simeon ten Holt (1923-2012)
- Carel Bruens (1925)
- Henk Peeters (1925-2013)
- Joop Falke (1933-2016)
- Klaas Gubbels (1934)
- Jan Cremer (1940-2024)
- Gijs Bakker (1942)
- Jan van Krieken van Huessen (1942)
- Maria Hees (1948)
- Bea Meulman (1949-2015)
- Tim Hinterding (1952)
- Annie Abrahams (1954)
- Sylvia Weve (1954)
- Ramón Gieling (1954)
- Margriet Smulders (1955)
- Anita Groener (1958)
- Alexander van Slobbe (1959)
- Alphons ter Avest (1960)
- Ada Dispa (1960)
- Marcel Wanders (1963)
- Herman Brood (1964)
- Ineke Hans (1966)
- Viktor & Rolf (1969, beide)
- Bas Kosters (1977)
- Mattijs van Bergen (1980)
- Antoine Peters (1981)
- Iris van Herpen (1984)
- Joline Jolink (1981)